# Ignacio Guerrico
Ignacio Guerrico (La Plata, Argentina; 9 de julio de 1998) es un futbolista italo-argentino que juega como lateral izquierdo en el Club Atlético Aldosivi, de la Primera Nacional.

## Trayectoria
Cuenta con la ciudadanía italiana, además de su nacionalidad argentina.

### Inferiores
Guerrico empezó la carrera en la Asociación Deportiva Infantil Platense (ADIP), donde integró el plantel que disputó el Torneo Federal B. A su vez, en la Liga Amateur Platense.

### Villa San Carlos
En 2018 pasó a la Primera C Metropolitana para jugar en Villa San Carlos. Ascendió a la B Metropolitana en la temporada 2018/19. En la Primera B Metropolitana debutó el 26 de agosto de 2019 versus San Miguel. Jugó 37 partidos para Villa San Carlos en todas las competiciones.

### NK Maribor
En enero de 2021, se trasladó a Eslovenia para unirse al NK Maribor de la misma liga, donde jugó 4 partidos de la Liga de Campeones de la UEFA y 1 de la Liga Europa de la UEFA.

### NK Tabor Sežana
Posteriormente, en la misma temporada, fue cedido a préstamo al NK Tabor Sežana, donde se destacó como titular durante ese período.

### Aldosivi
Llegó a Aldosivi luego de su paso por Eslovenia donde fue campeón, siendo uno de los laterales más destacados de la liga.

## Estadísticas

### Clubes
Actualizado hasta su último partido disputado el 3 de noviembre de 2024.
| Club                       | Div.          | Temporada     | Liga  | Liga  | Liga   | Copas nacionales | Copas nacionales | Copas nacionales | Copas internacionales | Copas internacionales | Copas internacionales | Total | Total | Total  |
| Club                       | Div.          | Temporada     | Part. | Goles | Asist. | Part.            | Goles            | Asist.           | Part.                 | Goles                 | Asist.                | Part. | Goles | Asist. |
| -------------------------- | ------------- | ------------- | ----- | ----- | ------ | ---------------- | ---------------- | ---------------- | --------------------- | --------------------- | --------------------- | ----- | ----- | ------ |
| Villa San Carlos Argentina | 4.ª           | 2018-19       | 15    | 1     | 0      | —                | —                | —                | —                     | —                     | —                     | 15    | 1     | 0      |
| Villa San Carlos Argentina | 3.ª           | 2019-20       | 25    | 0     | 1      | —                | —                | —                | —                     | —                     | —                     | 25    | 0     | 1      |
| Villa San Carlos Argentina | Total club    | Total club    | 40    | 1     | 1      | 0                | 0                | 0                | 0                     | 0                     | 0                     | 40    | 1     | 1      |
| NK Maribor Eslovenia       | 1.ª           | 2020-21       | 3     | 0     | 0      | —                | —                | —                | —                     | —                     | —                     | 3     | 0     | 0      |
| NK Maribor Eslovenia       | 1.ª           | 2021-22       | 6     | 0     | 0      | —                | —                | —                | —                     | —                     | —                     | 6     | 0     | 0      |
| NK Maribor Eslovenia       | 1.ª           | 2022-23       | 28    | 0     | 1      | 4                | 0                | 0                | 5                     | 0                     | 0                     | 37    | 0     | 1      |
| NK Maribor Eslovenia       | 1.ª           | 2023-24       | 11    | 0     | 1      | 1                | 0                | 0                | —                     | —                     | —                     | 12    | 0     | 1      |
| NK Maribor Eslovenia       | Total club    | Total club    | 48    | 0     | 2      | 5                | 0                | 0                | 5                     | 0                     | 0                     | 58    | 0     | 2      |
| NK Tabor Sežana Eslovenia  | 1.ª           | 2021-22       | 9     | 1     | 0      | —                | —                | —                | —                     | —                     | —                     | 9     | 1     | 0      |
| NK Tabor Sežana Eslovenia  | Total club    | Total club    | 9     | 1     | 0      | 0                | 0                | 0                | 0                     | 0                     | 0                     | 9     | 1     | 0      |
| C. A. Aldosivi Argentina   | 2.ª           | 2024          | 32    | 0     | 4      | —                | —                | —                | —                     | —                     | —                     | 32    | 0     | 4      |
| C. A. Aldosivi Argentina   | Total club    | Total club    | 32    | 0     | 4      | 0                | 0                | 0                | 0                     | 0                     | 0                     | 32    | 0     | 4      |
| Total carrera              | Total carrera | Total carrera | 129   | 2     | 7      | 5                | 0                | 0                | 5                     | 0                     | 0                     | 139   | 2     | 7      |
| 1. 2.                      |               |               |       |       |        |                  |                  |                  |                       |                       |                       |       |       |        |

## Palmarés

### Títulos nacionales
| Título                    | Club          | País      | Año  |
| ------------------------- | ------------- | --------- | ---- |
| Primera Liga de Eslovenia | N. K. Maribor | Eslovenia | 2022 |
| Primera Nacional          | Aldosivi      | Argentina | 2024 |

### Otros logros
| Logro               | Club             | País      | Año     |
| ------------------- | ---------------- | --------- | ------- |
| Ascenso a Primera B | Villa San Carlos | Argentina | 2018-19 |